# Préparation de médication individuelle
La PMI, ou préparation de médication individuelle, est une méthode de préparation de médicaments ou de compléments alimentaires destinés à être administrés à des patients, le plus souvent institutionnalisés, sous forme de conditionnements individuels (sachets) à administrer selon un schéma précisant les heures et jours d'administration.
En Belgique, une législation datant du 24 septembre 2012 réglemente cette activité pharmaceutique.
Ce processus est le plus souvent automatisé par une appareillage (robot) et contrôlé par ordinateur.